# 阿列克谢·普罗什利亚科夫
阿列克谢·伊万诺维奇·普罗什利亚科夫（俄语：Алексей Иванович Прошляков，1901年—1973年），苏联军事领导人，工程兵元帅，苏联英雄。

## 早年
1901年出生于梁赞省戈列尼谢沃村。曾在梁赞读中学。1920年参加工农红军。1921年加入俄共（布）。1921年至1923年，任步兵排排长。曾参加镇压巴斯玛奇叛乱。
1926年分入工程兵部队，历任舟桥营附属学校校长、舟桥营营长助理、营长。1931年毕业于列宁格勒军事工程学院进修班。1933年至1938年，在白俄罗斯军区司令部工程兵部门任职。1938年毕业于古比雪夫军事工程学院进修班。1938年8月至1939年9月，任博布鲁伊斯克集团军级集群工程兵主任。改组后担任第4集团军工程兵主任。1939年9月在白俄罗斯西部参加波兰战役。战后维持原职，负责构筑西部和布列斯特地区边防工程，修整第聶伯河－布格河運河。

## 第二次世界大战
1941年6月苏德战争爆发。初期负责保障集团军在博布鲁伊斯克和莫吉廖夫地区的作战工程。7月至9月，任中央方面军工程兵副主任，主要负责图拉地区的防御工程。9月至1942年1月，任布良斯克方面军工程兵副主任。1942年1月至1942年8月，任南部方面军副司令兼工程兵主任。1942年8月至1942年10月，任斯大林格勒方面军副司令兼工程兵主任。1942年10月至1943年2月，任顿河方面军副司令兼工程兵主任。1943年2月至1943年10月，任中央方面军副司令兼工程兵主任。1943年10月至1945年7月，任白俄罗斯第一方面军副司令兼工程兵主任。在斯大林格勒、库尔斯克、下第聶伯河、巴格拉基昂、維斯瓦河-奧德河、柏林等战役战斗中负责军队工程保障。
因为在柏林戰役中出色的工程保障，1945年5月29日被授予苏联英雄称号。

## 战后

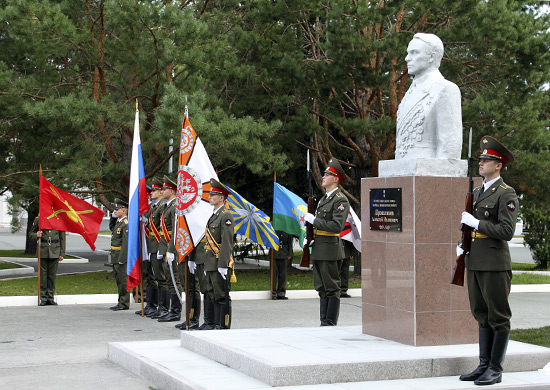
1974年，苏联国防部决定设立秋明州工程部队普罗什利亚科夫元帅高等军事工程学校

1945年7月至1950年6月，担任苏军驻德集群副司令兼工程兵主任。1951年7月毕业于苏联总参谋部军事学院高级速成班。1952年5月开始担任工程兵作战训练部部长。1952年5月至1960年12月，苏联武装力量工程兵主任。1960年12月至1965年2月，国防部工程兵主任。1961年5月6日，晋升工程兵元帅。1965年2月，国防部总监察组监察员。
1973年12月12日在莫斯科逝世。葬于新圣女公墓。
获列宁勋章三枚，红旗勋章三枚，一级库图佐夫勋章、二级苏沃洛夫勋章和一级卫国战争勋章各一枚，红星勋章两枚，奖章多枚。

## 军衔
- 工程兵少将（1942年10月1日）
- 工程兵中将（1943年10月29日）
- 工程兵上将（1944年7月26日）
- 工程兵元帅（1961年5月6日）